# 고베 외국인 거류지

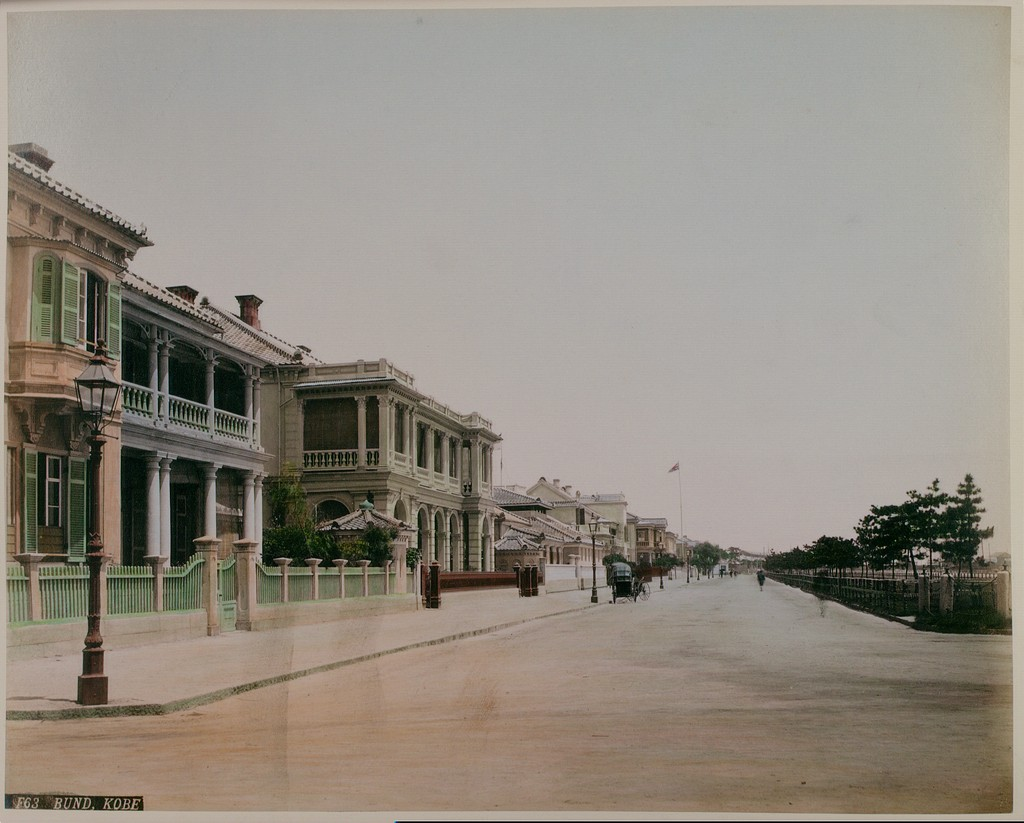
고베 외국인 거류지의 상가 (1885년 무렵)

고베 외국인 거류지(神戸 外國人 居留地, 일본어: 神戸外国人居留地, 영어: Kobe foreign settlement, Kobe foreign concession)는 안세이 5개국 조약에 따라 1868년 1월 1일부터 1899년 7월 16일까지, 효고항으로부터 약 3.5 km 동쪽에 위치한 고베촌(현 효고현 고베시 주오구)에 설치되었던 외국인 거류지이다. 고베 거류지(일본어: 神戸居留地)라고도 한다.
동쪽으로는 이쿠다강(生田川) (현재의 플라워로드), 서쪽으로는 고이강(鯉川) (현재의 고이가와스지(鯉川筋)) 남쪽으로는 바다, 북쪽으로는 사이고쿠가이도(西国街道) (현재의 하나토케이센(花時計線))로 둘러싸인 넓이 약 7만 8000평의 구역이 합리적인 도시 계획에 따라 개발 되어〈동양에 있는 거류지 중 가장 잘 설계되었다〉라고 평가 받았다. 행정권과 재정권 등의 치외법권이 인정되어, 거류하는 외국인을 중심으로 조직된 자치기구에 따라 운영되었다. 운영은 수월히 행해졌고, 일본 측과 외국 측의 관계도 대체로 양호하였다고 평가되고 있다. 이에 따라 무역의 거점, 서양 문화의 들목으로서 번창해 주변 지역에 경제적・문화적 영향을 주었다.